# 黎遂球

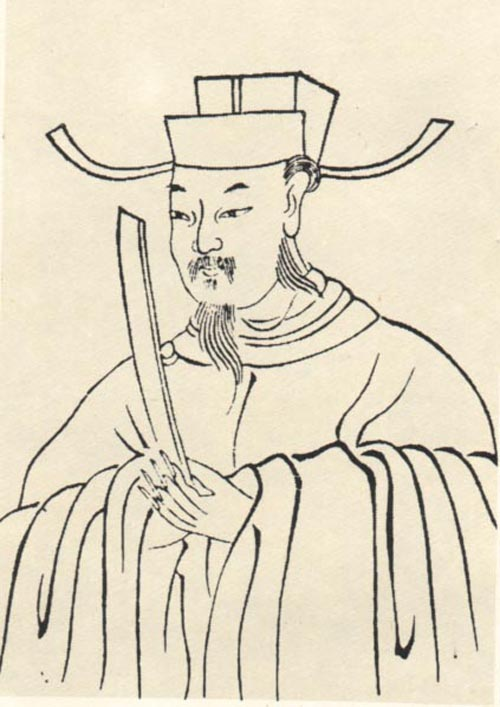
上海《國粹學報》之黎遂球像

黎遂球（1602年—1646年），字美周，號迦陵，廣東番禺縣（今廣州番禺板桥乡）人。明末政治人物。

## 生平
自幼聰慧，师从陈子壮。天啟六年（1626年）縣試冠其曹，天啟七年（1627年）舉人，再試不第。與徐汧、吳偉業、張溥、金聲、陳際泰有往來。崇祯初年，过扬州，参加「黃牡丹會」，赋诗十首，名列第一，有“牡丹詩狀元”之譽。
清軍南下，黎遂球任南明朝廷兵部职方司主事，守江西贛州。城破，肋部中三箭下馬，被清兵數槍刺死，弟黎遂淇同殉節，赠兵部尚书，谥忠愍。著有《莲鬚阁诗文集》、《易史》。

## 家族
曾祖黎瞻，嘉靖壬午舉人，順天府府尹。

## 参看
- 韦盛年.《黎遂球年谱简编》. 五邑大学学报（社会科学版）. 2006年1期.